# Samastipur
Samastipur là một thành phố và khu đô thị của quận Samastipur thuộc bang Bihar, Ấn Độ.

## Địa lý
Samastipur có vị trí 25°51′B 85°47′Đ / 25,85°B 85,78°Đ Nó có độ cao trung bình là 39 mét (127 feet).

## Nhân khẩu
Theo điều tra dân số năm 2001 của Ấn Độ, Samastipur có dân số 55.590 người. Phái nam chiếm 54% tổng số dân và phái nữ chiếm 46%. Samastipur có tỷ lệ 72% biết đọc biết viết, cao hơn tỷ lệ trung bình toàn quốc là 59,5%: tỷ lệ cho phái nam là 78%, và tỷ lệ cho phái nữ là 66%. Tại Samastipur, 14% dân số nhỏ hơn 6 tuổi.